# Grafino
El grafino es una forma alotrópica del carbono. Su estructura es de láminas planas de un átomo de espesor, unidos a manera de hibridaciones sp y sp2, dispuestos en la red cristalina. Se puede ver como un entramado de anillos de benceno conectados por enlaces acetileno. 
Dependiendo del contenido de los grupos de acetileno, el grafino puede considerarse una hibridación mixta, SP n, donde 1 <n <2, y por lo tanto difiere de la hibridación de grafeno (considerado puro sp 2) y diamante (puro sp 3). La existencia de grafino se ha conjeturado desde hace más de 50 años, pero ha llamado la atención después del descubrimiento de los fullerenos. Aunque todavía no están sintetizadas, estructuras periódicas de grafino y sus análogos de nitruro de boro se mostraron estables.

## Usos
Unos de los usos es la fabricación de transistores y semiconductores, ya que permite el paso de la corriente de electrones en una sola dirección.